# Gouania willdenowi
Gouania willdenowi és una espècie de peix marí pertanyent a la família dels gobiesòcids i l'única del gènere Gouania.

## Ictionímia
Tot i que, de vegades, és conegut com a peix porc, la seua semblança amb un porc no sembla gens evident encara que els noms porchetto (a Venècia) i pei puorc (a Niça) semblen inspirats en aquesta suposada analogia. Potser l'aplicació del nom de peix porc a aquesta espècie per part de Lloris et al. fou calcada del nom nicenc.

## Descripció
Cos allargat, esvelt, comprimit progressivament des de darrere el cap fins a la base de l'aleta caudal. El cap és aplanat, curt, més ample que la resta del cos i arrodonit en el seu contorn dorsal. Els ulls són petits, separats per un espai aproximadament igual al triple del seu diàmetre. El musell és ample i arrodonit. La boca és grossa, amb la comissura a la vertical del marge anterior dels ulls. Les dents són petites, còniques i recorbades, disposades en diverses sèries a la part anterior i uniseriades a la part lateral de les rames maxil·lars. Absència de pseudobrànquia. Presenta 6 petites i punxegudes espines sobre el tercer arc branquial. Les aletes dorsal i anal són molt baixes, rudimentàries i confluents amb la caudal. 14-19 radis a l'aleta dorsal, 13-20 a l'anal, 18-21 a les pectorals i 11-14 a la caudal. 38 vèrtebres. Cos de color uniforme, grisenc o groguenc, una mica esvaït a la regió ventral. La seua longitud estàndard és de 3 a 5 cm.

## Alimentació
El seu nivell tròfic és de 3,02.

## Hàbitat i distribució geogràfica
És un peix marí, demersal i de clima subtropical (45°N-30°N, 1°W-36°E), el qual és un endemisme dels fons de grava i còdols (a no més de 2 m de fondària i, normalment, amagat sota les pedres) de la mar Mediterrània: l'Estat espanyol -com ara, les illes Balears i Alacant-, França -incloent-hi Còrsega i Banyuls de la Marenda-, Itàlia -com ara, Sardenya i Sicília-, la mar Adriàtica, Grècia, la mar Egea, Turquia, Síria, Israel, Egipte, Líbia, Tunísia i Algèria.

## Observacions
És inofensiu per als humans, el seu índex de vulnerabilitat és baix (10 de 100) i la seua principal amenaça és el desenvolupament costaner.